# 10051 Albee
10051 Albee eller 1987 QG6 är en asteroid i huvudbältet som upptäcktes 23 augusti 1987 av den amerikanske astronomen Eleanor F. Helin vid Palomar-observatoriet. Den är uppkallad efter Arden L. Albee.
Asteroiden har en diameter på ungefär 2 kilometer.